# Gustafs skål
Gustafs skål är en visa med text av Carl Michael Bellman. Sången kom, tillsammans med Så lyser din krona nu, Kung Gustaf, dubbelt dyr, att betraktas som "kungssång" under den gustavianska tiden och fungera som en form av inofficiell nationalsång.
Carl Tersmeden skriver i sina memoarer om hur några officerare på Skeppsholmen hade samlats vid en punschbål tillsammans med Bellman. De övade på sången för att kunna sjunga den för kungen när denne så småningom anlände ridande. De bidrog också till att sången snabbt kom att spridas, och inom några dagar sjöngs den "överallt".

## Texten
Sången blev populär och spreds strax efter Gustaf III:s statskupp den 19 augusti 1772. Bellman hade dock skrivit texten redan tidigare. Sången publicerades i göteborgstidningen ’’Hvad nytt? Hvad nytt?’’ den 17 augusti, men hade sannolikt varit spridd tidigare. Olof Byström anser att den skrevs redan under våren eller sommaren 1772. Melodin var välbekant vid tiden och Bellman hade bland annat använt den till en namnsdagshyllning till kungen den 6 juni med inledningsorden "Sverige! sjung: ditt nit kan ilskan aldrig svärta".

## Musiken

Melodin till "Gustafs skål" så som den återges i baron Fredrik Åkerhielms dansbok 1785.

Melodins ursprung är inte klarlagt. Tersmeden skriver att det var en känd ”gardies-troupp”  och Nils Dencker menar att melodin måste varit känd som skålvisa långt innan Bellman skrev sin text till den.
I Fredrik Åkerhielms dansbok benämns Gustafs skål även som ’’Collin’’. Detta syftar troligen på Slaget vid Kolín (tyska: Schlacht bei Collin) som utkämpades 1757 mellan Preussiska och Österrikiska trupper. Det är troligt att delar av melodin kan härstamma från någon slags österrikisk marsch för att hedra den österrikiska segern.